# 1997 UV14
1997 UV14 är en asteroid i huvudbältet som upptäcktes den 31 oktober 1997 av den australiensiske astronomen Frank B. Zoltowski i Woomera.
Asteroiden har en diameter på ungefär 15 kilometer.